# احمد ریاض
احمد ریاض (عربی: أحمد رياض المولى؛ زادهٔ ۱ فوریهٔ ۲۰۰۳) بازیکن فوتبال متولد سودان اهل قطر است.